# 전포역
전포역(Jeonpo station, 田浦驛)은 부산광역시 부산진구 전포동에 있는 부산 도시철도 2호선의 지하철역이다. 인근에 문전시장과 경남공업고등학교 등이 있다. 심야에 1편성이 주박한다.

## 역사
- 2001년 8월 8일 : 부산 도시철도 2호선 개통과 함께 영업 개시

## 역 구조
승강장은 2면 4선식 쌍섬식 승강장 구조로 되어있으나, 부산진역과 같이 영업에 쓰이지 않는 선로 부분은 벽으로 가로막혀 2면 2선식 상대식 승강장으로 운영된다. 따라서 나머지 선로는 사용을 하지 않고 있다. 대합실을 통해 반대편 승강장으로 건너갈 수 있으며, 스크린도어가 설치되어 있다.

### 승강장
| 국제금융센터·부산은행 ↑ |
| 하 \| 상 \|             |
| ↓ 서면                  |

| 상행 | ● 부산 도시철도 2호선 | 사용하지 않음.                    |
| 상행 | ● 부산 도시철도 2호선 | 대연·금련산·수영·해운대·장산 방면 |
| 하행 | ● 부산 도시철도 2호선 | 사상·덕천·호포·양산 방면          |
| 하행 | ● 부산 도시철도 2호선 | 사용하지 않음.                    |

## 역 주변
- 지오플레이스
- 전포파출소
- 부산성북초등학교
- 부산마케팅고등학교
- 경남공업고등학교
- 한국전력공사
- 부산동성초등학교
- 덕명여자중학교
- 부산동성고등학교
- 부산동중학교
- 시립부전도서관
- 전포동우체국
- 부산진여자중학교
- CGV 서면
- 시코르 부산서면점
- 부산 e스포츠 경기장

## 승차량 변동
| 역 노선 | 승차 인원 | 승차 인원 | 승차 인원 | 승차 인원 | 승차 인원 | 승차 인원 | 승차 인원 | 승차 인원 | 승차 인원 | 승차 인원 | 승차 인원 | 승차 인원 | 승차 인원 | 승차 인원 | 주 석 |
| 역 노선 | 2002년    | 2003년    | 2004년    | 2005년    | 2006년    | 2007년    | 2008년    | 2009년    | 2010년    | 2011년    | 2012년    | 2013년    | 2014년    | 2015년    | 주 석 |
| ------- | --------- | --------- | --------- | --------- | --------- | --------- | --------- | --------- | --------- | --------- | --------- | --------- | --------- | --------- | ----- |
| 2호선   | 4091      | 4489      | 4331      | 4223      | 4294      | 4188      | 4466      | 4793      | 5046      | 5205      | 5276      | 5472      | 5790      | 5657      | [ 1 ] |

## 사진

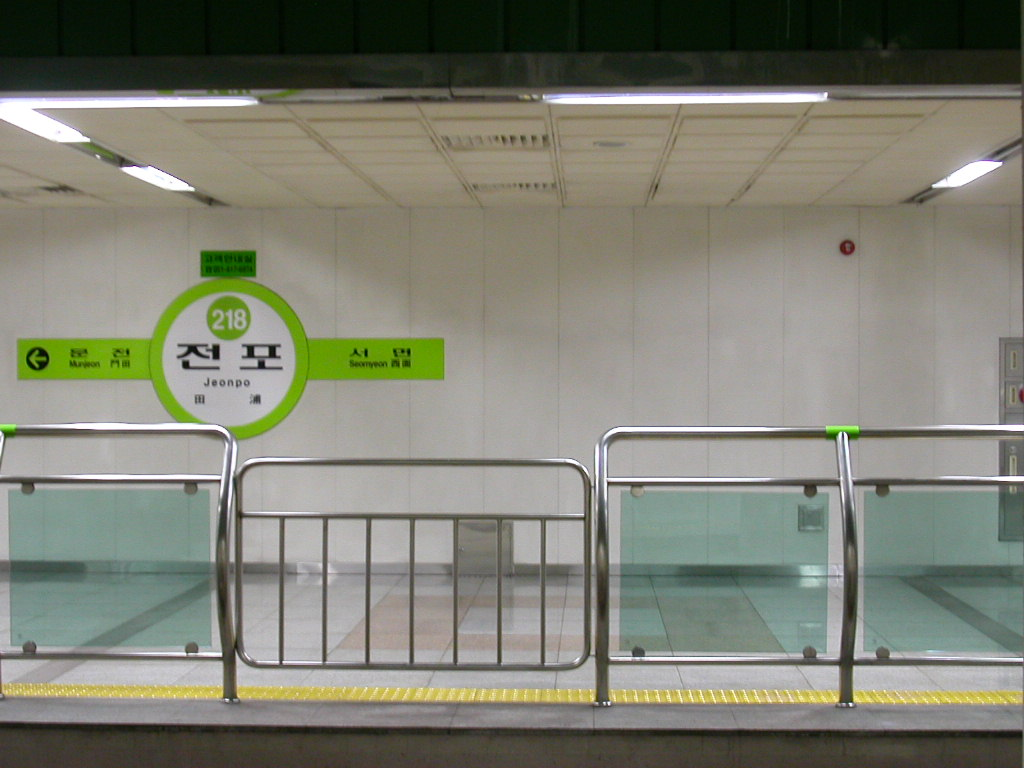
승강장(스크린도어 설치 전)

## 인접한 역
| 부산 도시철도 2호선                 | 부산 도시철도 2호선   | 부산 도시철도 2호선 |
| ----------------------------------- | --------------------- | ------------------- |
| 217 국제금융센터·부산은행 장산 방면 | ● 부산 도시철도 2호선 | 219 서면 양산 방면  |